# Biểu tình Venezuela 2014
Vào đầu năm 2014, một loạt biểu tình phản đối, những cuộc xuống đường vì lý do chính trị, xảy ra khắp mọi nơi ở Venezuela. Những cuộc biểu tình này phát ra phần lớn vì các tội ác bạo lực càng ngày càng gia tăng, nạn lạm phát, sự thiếu thốn thường xuyên những hàng hóa căn bản. Những vấn đề này xảy ra vì các chánh sách kinh tế của chính phủ, bao gồm việc kiểm soát giá cả một cách nghiêm khắc đưa nước này tới vị trí một trong những nước có nạn lạm phát cao nhất thế giới. Tổng thống Maduro lại đổ cho là do những chiến tranh kinh tế chống lại chính phủ ông ta, đổ lỗi nhất là cho chủ nghĩa Tư bản và nạn đầu cơ tích trữ. Kết quả là các cuộc xuống đường phản đối chính phủ hiện thời đã và đang xảy ra tại các thành phố trong nước; những cuộc đụng độ giữa người biểu tình và cảnh sát làm cho nhiều người bị bắt, bị thương và chết.